# Верховский, Владимир Павлович
Влади́мир Па́влович Верхо́вский (28 апреля 1837 или 1838, сельцо Толпеки, Смоленская губерния — 23 июня 1917, Петроград) — адмирал Российского императорского флота (1904).

## Биография
Родился в селе Толпеки Ельнинского уезда Смоленской губернии в семье местного помещика отставного капитан-лейтенанта Павла Михайловича Верховского.
Поступив в Морской кадетский корпус, юный моряк в чине гардемарина на 72-пушечном корабле «Бородино» под командованием капитана 2-го ранга А. И. Борисова участвовал в обороне Кронштадта от возможной атаки англо-французской эскадры, а в августе 1854 года участвовал в походе русской эскадры под командованием адмирала П. И. Рикорда к Красной Горке.
4 мая 1855 года Владимир Верховский окончил Морской кадетский корпус с производством в чин мичмана и оставлением для дальнейшего обучения в Офицерском классе. На 128-пушечном корабле «Россия» под командованием капитана 1-го ранга Поплонского он в составе 3-й флотской дивизии под командованием вице-адмирала Я. А. Шихматова участвовал в обороне Свеаборга и 28 июля 1855 года на пароходе «Густавсверт» находился под непрерывным огнём кораблей англо-французского флота, защищая вход на рейд. В 1856 году был награждён светло-бронзовой медалью «В память войны 1853—1856 гг.».
В 1858 году Верховский окончил Офицерский класс с производством в чин лейтенанта и следующие две компании плавал по Балтийскому морю.
В 1861—1862 годах в должности старшего офицера корвета «Рында» под командованием капитана 2-го ранга Г. Сфурс-Жиркевича совершил переход из Кронштадта на Дальний Восток.
В 1863 году в должности старшего офицера корвета «Калевала» под командованием капитан-лейтенанта Ф. Н. Желтухина лейтенант Верховский участвовал в описи залива Петра Великого, а в 1863—1864 годах в составе эскадры под командованием Свиты Его Императорского Величества контр-адмирала А. А. Попова совершил переход в Сан-Франциско и в 1865 году вернулся в Кронштадт.
В 1866—1869 годах в должности старшего офицера на паровом фрегате «Дмитрий Донской», башенной лодке «Единорог» и корвете «Львица» плавал в Балтийском и Чёрном морях. В 1868 году был произведён в чин капитан-лейтенанта и ему было предоставлено право ношения знака за окончание Офицерского класса. В 1869 году был награждён португальским орденом Зачатия Пресвятой богородицы кавалерского креста.
В 1870—1871 годах Верховский командовал корветом «Память Меркурия», в 1873 году — клипером «Алмаз», в 1873—1877 годах — башенной лодкой «Чародейка». В 1875 году он был награждён шведским орденом Меча кавалерского креста. В 1876 году он был произведён в чин капитана 2-го ранга и в том же году состоял флаг-капитаном при командующем Учебным минным отрядом контр-адмирале К. П. Пилкине.
В 1877 году Верховский был отчислен от командования броненосной лодкой за постановку по неосторожности «Чародейки» на камни банки Эстер-Грунд.
Во время заключительного этапа Русско-турецкой войны находился в Сан-Стефано при действующей армии в распоряжении генерал-адъютанта А. А. Попова.
После окончания военных действий в 1878 году командовал отрядом кораблей в Мраморном море в составе пароходов «Владимир» и «Великий князь Константин» и в том же году был награждён светло-бронзовой медалью «За русско-турецкую войну 1877—1878 гг.».
В 1877 году был назначен заведующим Минным Офицерским классом и осенью 1878 года был командирован в Англию, Францию, Германию для осмотра электрического освещения по системе Яблочкова. По возвращении в 1879 году произведён «за отличие» в чин капитана 1-го ранга и назначен командиром императорской яхты «Ливадия».
В 1882 году по инициативе контр-адмирала К. П. Пилкина и Верховского в Кронштадте была создана Водолазная школа. Заслуги Владимира Павловича в деле развития минного оружия на флоте были отмечены награждением его в 1883 году орденом Святого Владимира 3-й степени и пожалованием перстня с рубином и бриллиантами. Также он был награждён серебряной медалью «В память Священного коронования Императора Александра III».
В 1885 году Верховский был отчислен от заведования Минным Офицерским классом и назначен командиром броненосного корабля «Пётр Великий». В мае того же года ему была пожалована аренда в 1200 рублей на шесть лет.
В 1887 году Верховский был произведён в чин контр-адмирала с назначение начальником отряда судов Морского училища, а в 1889 году был назначен помощником начальника Главного Морского штаба. В 1888 году был награждён прусским орденом Короны 2-й степени со звездой.
28 мая 1890 года Владимир Павлович был назначен главным командиром Санкт-Петербургского порта, а 28 марта 1893 года был произведён в чин вице-адмирала. В 1896 году Верховский был переведён на должность начальника Главного управления кораблестроения и снабжения. Его деятельность на этом посту способствовала упадку русского флота, завершившемуся поражением в Цусимском сражении. Тем не менее, 6 декабря 1899 года он был награждён орденом Белого орла. 14 апреля 1902 года Владимир Павлович был назначен членом Адмиралтейств-совета. 1 января 1903 года он был награждён орденом Святого Александра Невского, а в 1904 году был произведён в чин адмирала.
В 1908 году, после шестилетнего пребывания в Адмиралтейств-совете, адмирал Верховский был уволен в отставку.

## Память
В честь Верховского названы:

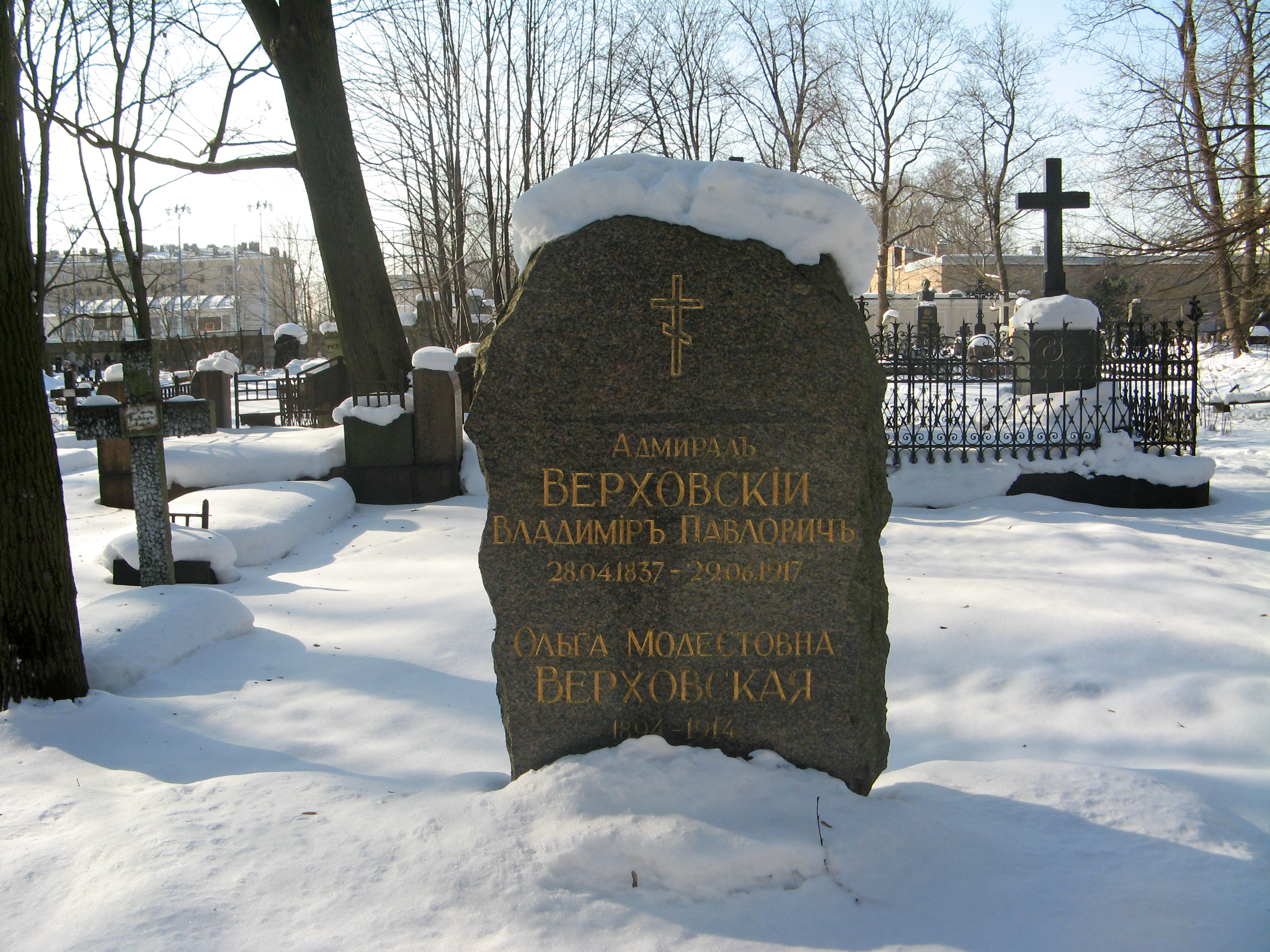
Могила В. П. Верховского (1837—1917), адмирала: Московский проспект, 100, Новодевичье кладбище, Московский район, Санкт-Петербург

- острова в Японском море (острова были обследованы в 1862—1863 гг. экспедицией В. М. Бабкина, тогда же названы по фамилии члена экипажа корвета «Калевала» лейтенанта Владимира Павловича Верховского)[5];
- незначительный мыс на южном берегу гавани Тихая Пристань в заливе Ольги.

## Награды
- Орден Святого Владимира 3-й степени (1883)
- Орден Святого Станислава 1-й степени (1890)
- Орден Святой Анны 1-й степени (1894)
- Орден Святого Владимира 2-й степени (1896)
- Орден Белого орла (06.12.1899)
- Орден Святого Александра Невского (01.10.1903)
- Светло-бронзовая медаль «В память войны 1853—1856»
- Светло-бронзовая медаль «В память русско-турецкой войны 1877—1878»
- Медаль «В память коронации императора Александра III»
- Медаль «В память царствования императора Александра III»
- Медаль «В память царствования Императора Николая I»
- Медаль «В память коронации Императора Николая II»
- Португальский Орден Непорочного зачатия Девы Марии Вилла-Викозской, рыцарский крест (1869)
- Шведский Орден Меча, рыцарский крест (1875)
- Прусский Орден Короны 2-й степени со звездой (1888)
- Французский Орден Почётного легиона, великий офицер (1902)
- Прусский Орден Красного орла 1-й степени (1902)

## Семья
Отец — Павел Михайлович Верховский (? — после 1833), отставной капитан-лейтенант, помещик Сычёвского уезда.
Братья:
- Николай Павлович (02.03.1828, сельцо Толпеки Ельнинского уезда Смоленской губернии — 1888 или 1889)
- Дмитрий Павлович — окончил Морской кадетский корпус (14.05.1856), произведён в чин Мичмана (18.08.1847). В чине лейтенанта служил в Черноморском флоте. Состоял в гарнизоне Севастополя, на 4-м бастионе, контужен, кавалер орденов. Уволен от службы капитан-лейтенантом (1862).

Супруга — Ольга Семёновна.
Дочь — Ольга Владимировна. Её супруг — Модест Константинович Кедров, офицер флота, сын профессора, директора Императорского историко-филологического института К. В. Кедрова. Их дочь — Ольга Модестовна (1894—1914), похоронена рядом с дедом на Новодевичьем кладбище Санкт-Петербурга.